# Boris Nordmann

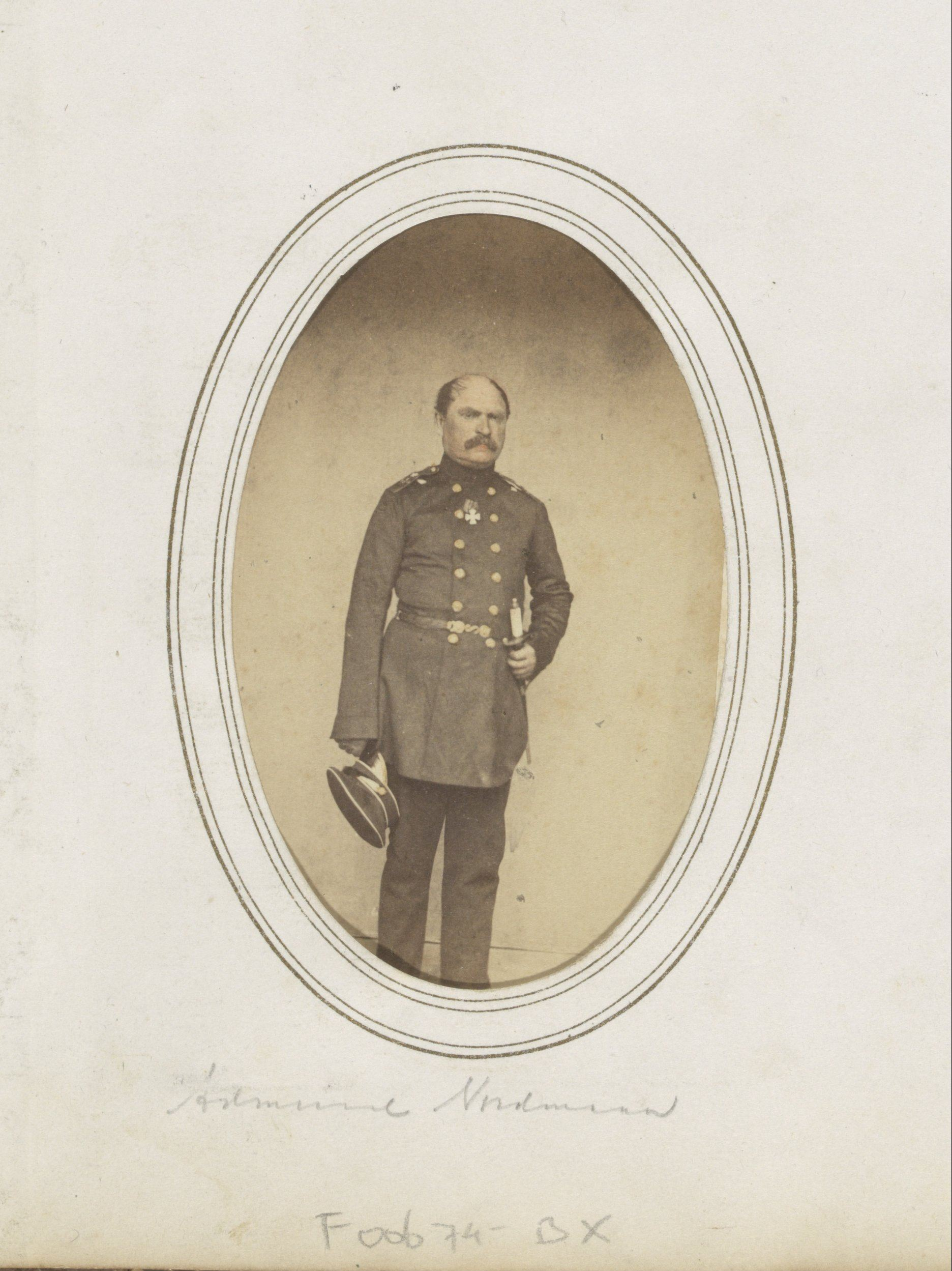
Amiral Nordmann

Bernhard (Boris) Nordmann, född 29 september 1808 på Svensksunds fästning, död 25 juni 1877 i St Petersburg, var en finländsk amiral och lotschef. Bror till Alexander von Nordmann.
Nordmann gick 1821–1826  på sjökadettskolan i Petersburg. Han deltog i grekiska frihetskriget och slaget vid Navarino. Var 1853–1874 överdirektör för lotsväsendet i Finland varefter han flyttade till ryska marininisteriet och tjänstgjorde där till sin död 1877. Nordmann befordrades till amiral 1876. 1870 kom självbiografin Några minnen och utkast.

## Befordringshistorik
| Datum             | Tjänstegrad          |
| ----------------- | -------------------- |
| 27 maj 1822       | Gardemarin           |
| 11 mars 1826      | Midshipsman          |
| 23 mars 1831      | Löjtnant             |
| 18 december 1839  | Kaptenlöjtnant       |
| 28 oktober 1846   | Kapten av 2:a rangen |
| 11 september 1848 | Kapten av 1:a rangen |
| 7 september 1856  | Konteramiral         |
| 13 januari 1866   | Viceamiral           |
| 10 mars 1876      | Amiral               |